# Macronemurus maghrebinus
Macronemurus maghrebinus är en insektsart som beskrevs av Hölzel 1987. Macronemurus maghrebinus ingår i släktet Macronemurus och familjen myrlejonsländor. Inga underarter finns listade i Catalogue of Life.